# Portada/article maig 11
Una de les seves obres més importants és la persistència de la memòria, també anomenada “rellotges tous” que data de l’any 1931.

## Salvador Dalí i Domènech
Salvador Dalí (Figueres, 1904 – 1989) fou un pintor, decorador i escriptor empordanès, un dels principals representants del surrealisme. Les seves habilitats pictòriques se solen atribuir a la influència i l'admiració per l'art renaixentista. Aquest va tenir l'habilitat de forjar un estil personal i reconeixible.
Una de les seves obres més importants és la persistència de la memòria, també anomenada “rellotges tous” que data de l’any 1931.
Tot i que el seu principal mitjà d'expressió va ser la pintura, també va fer incursions als camps del cinema, l'escultura, la joieria i el teatre, treballant com a dissenyador de vestuari i com a escenògraf. També va escriure alguns llibres, entre els quals destaca Diari d'un geni (1965).